# Glenea gabonica
Glenea gabonica é uma espécie de escaravelho da família Cerambycidae. Foi descrito por James Thomson em 1858.  É conhecida a sua existência na República Democrática do Congo, Camarões, e Gabón.  Contém a variedade Glenea gabonica var. cana.